# 성호국민학교 조항분교

성호국민학교 조항분교는 경상북도 영덕군 축산면 칠성길 846에 있었던 분교이다.

## 학교 연혁
- 일자미상 조항분교장 설립 인가
- 1961년 9월 29일 성호국민학교 조항분교 개교
- 1992년 3월 1일 폐교 및 축산국민학교 통폐합